# Велянка-Віленешть
Велянка-Віленешть, Велянка-Віленешті (рум. Văleanca-Vilănești) — село у повіті Бузеу в Румунії. Входить до складу комуни Бряза.
Село розташоване на відстані 80 км на північний схід від Бухареста, 24 км на захід від Бузеу, 123 км на захід від Галаца, 94 км на південний схід від Брашова.

## Населення
За даними перепису населення 2002 року у селі проживали 407 осіб, усі — румуни. Усі жителі села рідною мовою назвали румунську.